# Calicot

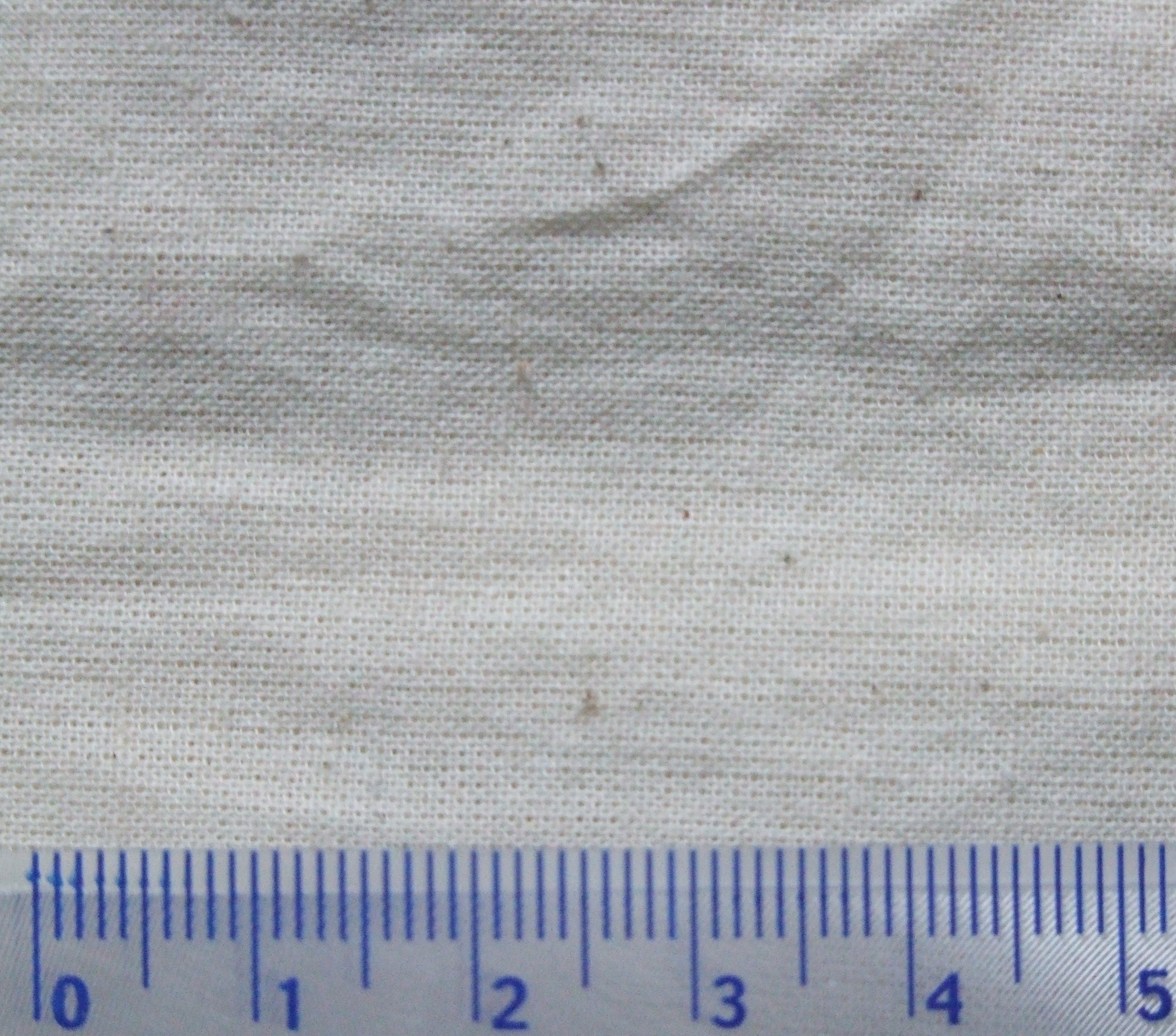
Pièce de calicot. L'échelle est en centimètres.

Pour les articles homonymes, voir Calicot (homonymie).
Le calicot  est un tissu de coton grossier tissé en armure toile et, par extension, une banderole. En couture, de par son aspect grossier, de son faible coût et de son bon maintien, il peut notamment servir à la réalisation de patrons.

## Histoire
Il tire son nom de la ville de Calicut — actuellement Kozhikode — située dans la province du Kerala au sud-ouest de l'Inde, nom de ville venant lui-même de Kâlîkotta, « ville de Kâlî », la déesse.
Au XIXe siècle à Paris, on appelait « calicot » un vendeur de nouveautés pour la clientèle féminine ; socialement, c'est l'équivalent masculin de la « midinette ». Journal littéraire de Paul Léautaud au 13 décembre 1902 : « Un ignorant, d’ailleurs, quoique pas bête, mais sans culture, [qui] avait mené la vie vide d’un calicot ou d’un employé de bureau. »
Souvent raillés pour leurs manières prétentieuses et leur mimétisme des comportements de nobles les calicots sont très attentifs à « la dernière mode » et des personnages-types d’élégance populaire. L’émergence de ce type de personnage dans le Paris du XIXe est liée à la modernisation de la capitale tant d’un point de vue urbanistique, économique que social. La bourgeoisie parisienne devient de plus en plus friande de nouveauté et l’émergence des calicots concorde avec l’avènement des magasins de nouveautés. La production est partiellement mécanisée ce qui permet de produire à moindre coût. Les calicots sont donc le résultat d’un phénomène de démocratisation de la mode vestimentaire, d’affirmation de la petite bourgeoisie avec des imitations bon marché. Dans l’ouvrage Calicot -Enquête de Michel et Philippe Lejeune qui reprend le récit des Étapes de la Vie (débuté en 1863) de Xavier Edouard Lejeune, leur arrière-grand- père respectif, ces derniers sont qualifiés de  « pacotille, de basse qualité ».
Ce tissu écru est utilisé pour la mise en blanc en garnissage.
Le pirate Jack Rackham doit son surnom « Calico Jack » à ses vêtements faits de calicot (calico en anglais).